# Capnodistes
Capnodistes är ett släkte av insekter. Capnodistes ingår i familjen spottstritar.
Kladogram enligt Catalogue of Life:
| Capnodistes | \| \| Capnodistes carpio \| \| \| \| \| \| Capnodistes esox \| \| \| \| |
|             | \| \| Capnodistes carpio \| \| \| \| \| \| Capnodistes esox \| \| \| \| |
|             | Capnodistes carpio                                                      |
|             |                                                                         |
|             | Capnodistes esox                                                        |
|             |                                                                         |